# Ајатолах
Ајатолах (арап. آية الله; перс. آيت‌الله) је врховна верска титула међу шиитима, друга је по рангу.
Добија је онај ко на посебној школи у Кому, у Ирану, заврши муслиманске студије из права, етике и филозофије, и других наука. Он је овлашћен да буде учитељ на тој истој школи, да пише књиге из исламског права и да буде судија. Његови ставови су службени део исламске мисли и цитирају се снагом врховног ауторитета. И жене могу бити истог ранга као и ајатоласи, а њихова титула је госпођа муџтахиде.
Титула ајатолаха је уведена у Ирану 1906. године по тадашњој „уставној револуцији“ — заведена је уставна монархија. Иначе, код шиита, прва верска титула по рангу је титула великог ајатолаха. Њих у свету данас има око двадесет. Вођа исламске револуције, ајатолах Хомеини, је иранским уставом из 1979. године поименично истакнут и назван вођом за углед — marji' al-taqlid.